# ماثيو نورمان
ماثيو نورمان (بالإنجليزية: Matthew Norman)‏ هو مهرب مخدرات أسترالي، ولد في 17 يناير 1986.